# Муниципальная библиотека Порту
Муниципальная библиотека Порту (порт. Biblioteca Pública Municipal do Porto) — публичная библиотека в Португалии, расположенная в городе Порту.

## История
Библиотека была учреждена 9 июля 1833 года. Первоначально она располагалась в госпитале Санту-Антониу-ду-Вале-да-Пьедаде, затем во дворце епископа. В 1842 году библиотеку разместили в монастыре святого Антония на улице Жуана IV, рядом с муниципальным садом Сан-Лазару. Первыми книгами в библиотеке были 16 томов рукописей. Фонд пополнялся за счёт приобретения частных коллекций. По свидетельству Алешандре Эркулану, в фонде библиотеки было около 36000 книг и 300 рукописей.
К 1842 году библиотека насчитывала 47322 тома (24256 наименований) и ещё около 4200 документов из бывших монастырей. Тогда же в библиотеке появились печатные каталоги. В 1877 году собрание редких рукописей пополнилось наследием графа Азеведо.
Указом от 27 января 1876 года библиотека была преобразована в муниципальную.
Между 1929 и 1932 годами в библиотеку были перенесены испано-мавританские азулежу из нескольких монастырей Португалии.

## Современное состояние
В настоящее время в библиотеке действуют:
- общий читальный зал;
- отдел рукописей;
- детско-юношеский отдел;
- читальный зал открытого доступа;
- зал ксерокопии, печати и оцифровки;
- служба поддержки читателей[5]

## Галерея

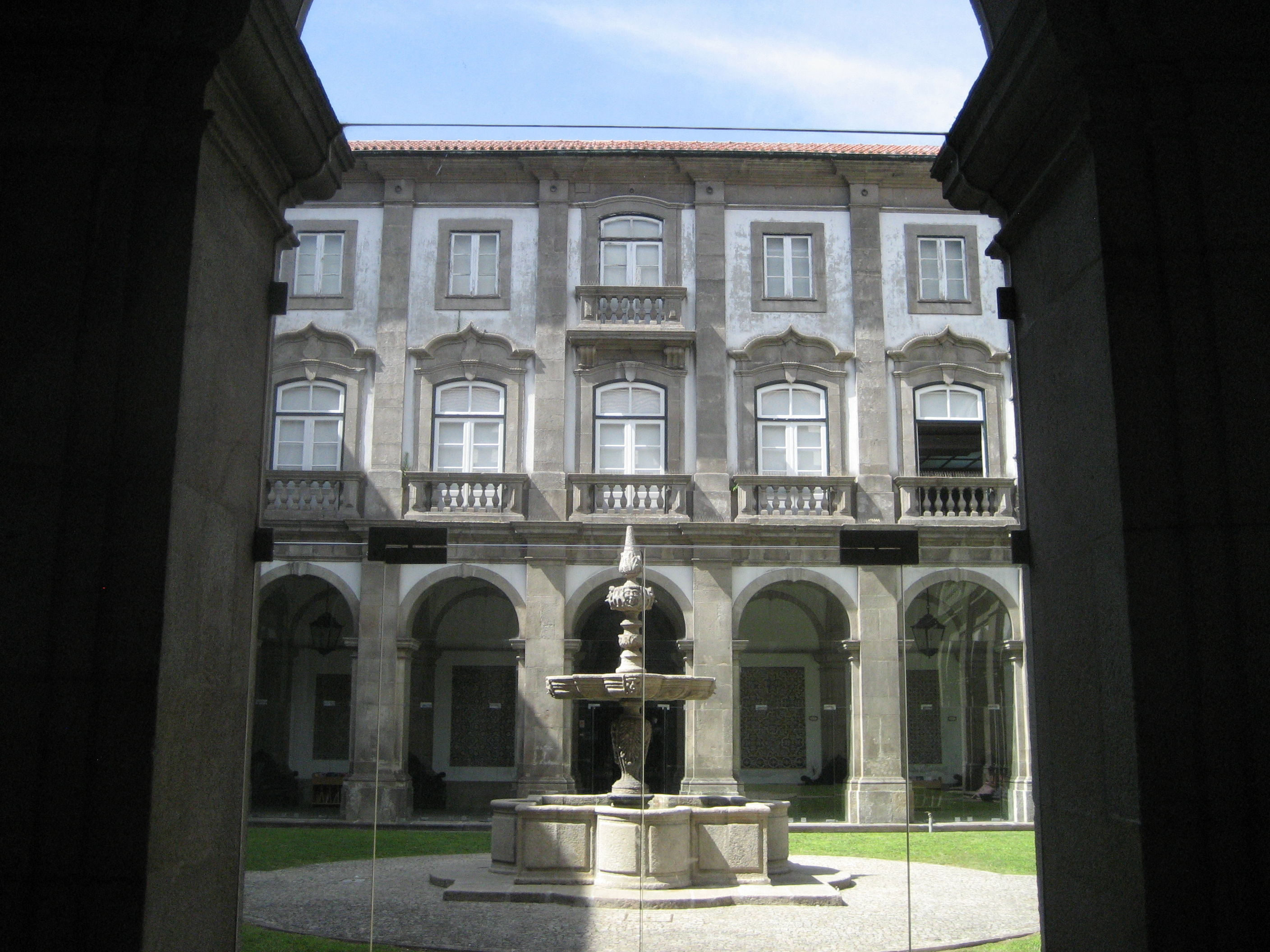
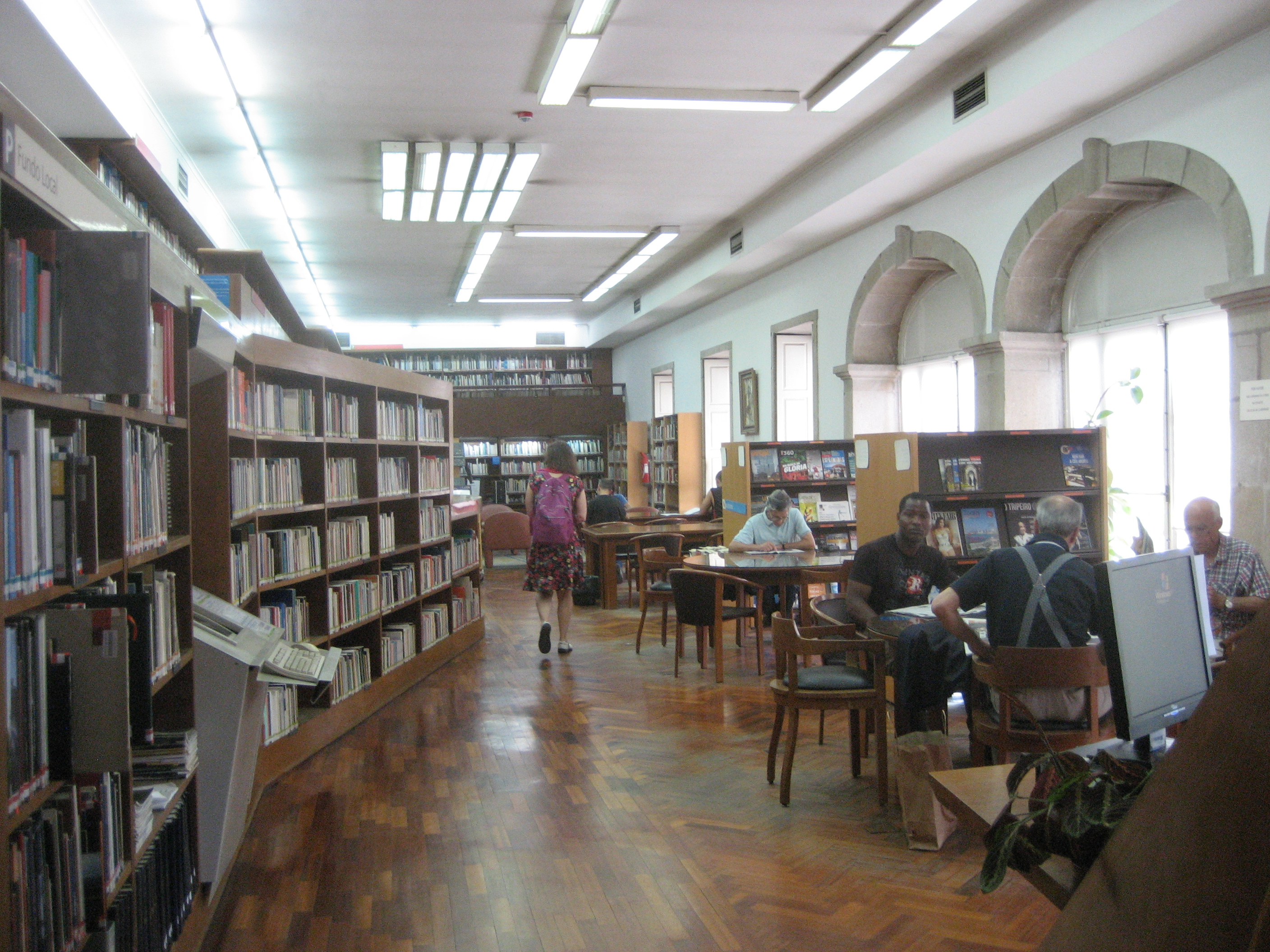
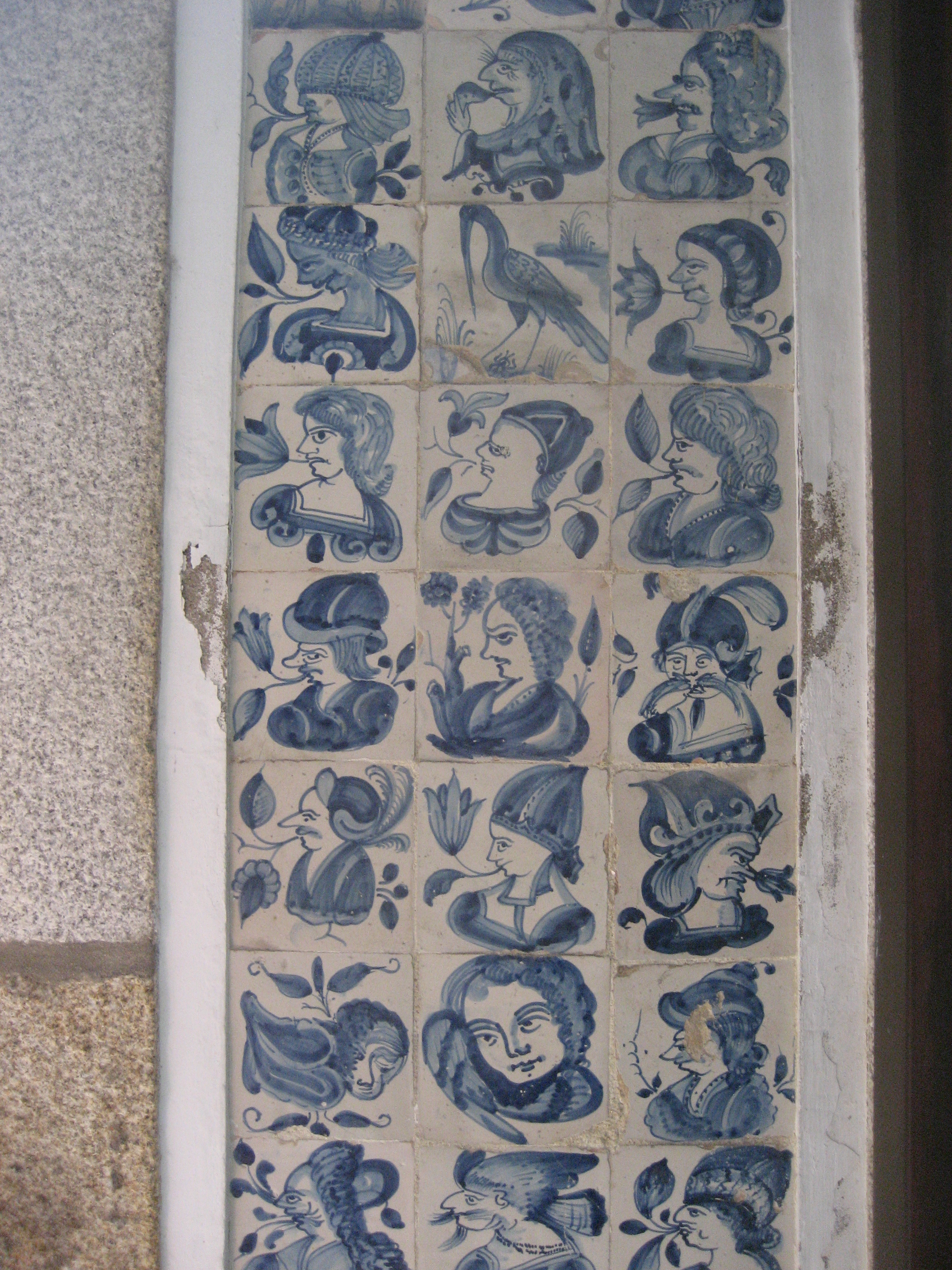
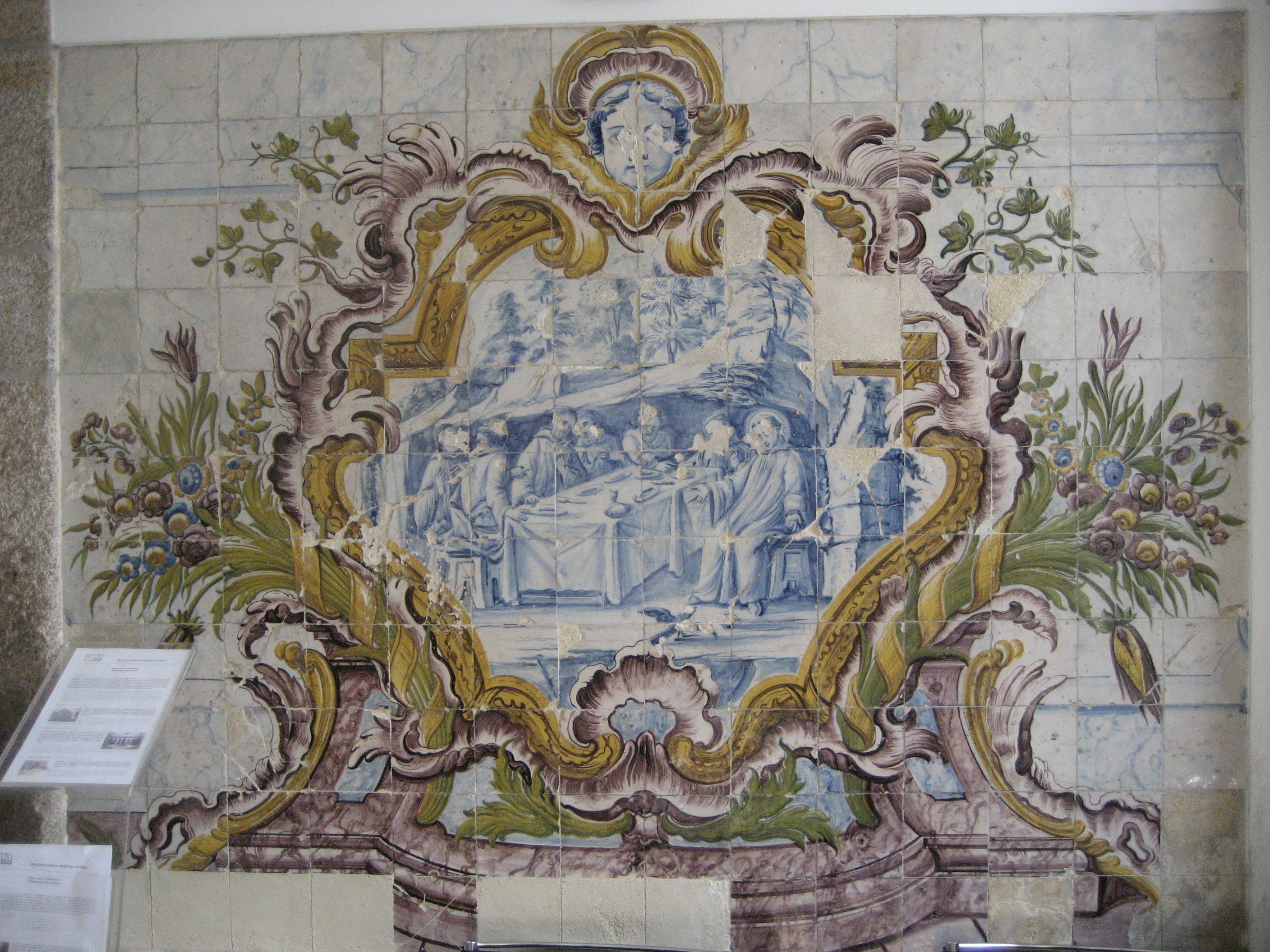